# The House of the Dead: Overkill
The House of the Dead: Overkill ( ザハウス· · ·オブザ·デッドオーバーキル Hausu obu Za za Deddo Ōbākiru) es un videojuego de disparos desarrollado por Headstrong Games y publicado por SEGA de tipo videojuego de disparos sobre raíles en primera persona al igual que otros videojuegos de la serie.
Fue puesto a la venta inicialmente para la consola Wii en 2009, aunque años más tarde (2011) fue versionado también para PlayStation 3 con el título The House of the Dead Overkill: Extended Cut con escenas adicionales, nuevos personajes, armas, trucos, un apartado gráfico totalmente renovado y mejorado, así como optimización en HD.

## Descripción
La mecánica del juego es muy distinta de sus predecesores y el ambiente gráfico se ha adaptado a las películas de serie B de los 80 (siendo muy parecido a la película Planet Terror de Robert Rodríguez). El juego salió a la venta el 10 de febrero de 2009 en EE. UU. y el 13 de febrero de 2009 en Europa. Hay armas de diversos tipos como pistolas, ametralladoras, magnum y granadas. Aparecen un total de ocho jefes por primera vez. Además, este juego tiene cierto nivel de comedia, haciendo que toda la temática del survival horror se pierda. El juego contiene un lenguaje altamente vulgar: más de 200 veces se pronuncia la palabra "fuck" (joder) y "motherfucker" (hijo de puta). Más tarde, a finales del año 2011, la empresa SEGA lanzó para PlayStation 3 una versión extendida (The House of the Dead Overkill: Extended Cut), con una notable mejora gráfica y adaptado en HD, así como nuevas escenas, armas, personajes y secretos.

## Argumento
El juego sirve como pre-secuela al primer juego de la serie, que tendrá lugar en el año 1991 y el agente G todavía es un novato, donde el agente especial G - el protagonista de la serie de The House Of The Dead (donde se le dio su primera asignación). Con la colaboración del Detective Washington, son enviados para investigar la misteriosa desaparición de la historia en un pequeño pueblo en el estado de Louisiana, Estados Unidos, además de enfrentarse a un villano conocido como Papa Caesar. El dúo se sabe casi nada sobre los mutantes que les esperan en la ciudad de Bayou.

## Protagonistas
- Agente G: Un hombre sin experiencia, pero altamente entrenado y mortal, se graduó siendo el primero en su clase de la academia de AMS. Esta es su primera misión.
- Detective Isaac Washington: Un policía de carrera estereotipada, mal hablado, bebedor y mujeriego. Tiene la costumbre de olvidar las bombas y mantener todo a tierra cuando el mundo se vuelve loco alrededor suya.
- Varla Guns: Trabajadora de estríper de la ciudad de Bayou y hermana del genio científico Jasper. Dispuesta a vengar la muerte de su hermano se une al Agente G y el Detective Isaac Washington para detener al malvado Papa Caesar donde se desarrolla un triángulo amoroso.
- Candy Stripper: Una joven estríper que fue novia del hermano de Varla Guns, Jasper. Tras el fallecimiento de este, esta está dispuesta a vengar su muerte. (Personaje exclusivo para la versión de PlayStation 3)
- Papa Caesar: Obligó a Jasper a la elaboración de un compuesto extraño con efectos mutágenos. Trabaja con Darling en la transformación de los habitantes de Bayou en mutantes y monstruos.
- Warden Clement Darling: Un hombre extraño e inquietante que supervisa una prisión de alta seguridad a las afueras de la ciudad, Darling participa en experimentos científicos terribles para prolongar la vida de su anciana madre. Más tarde se revela como el antagonista principal y el autor intelectual de los hechos.

## Descripción de los jefes de fase
- Jasper: Jasper Guns, o simplemente llamado Jasper, es el primer jefe en The House of the Dead: Overkill. Jasper es el hermano lisiado de Varla Guns. Posee un gran intelecto y cuenta con la ayuda de Papa Caesar, refinando la fórmula. A pesar de esto, Caesar tiene poco o ningún respeto a Jasper. En un momento dado, lo golpea en la cara con su bastón. Harto de los constantes insultos que sufre, Jasper se inyecta una fórmula misteriosa, provocando una transformación sorprendente. Es descrito como un zombi con gran cerebro que tiene el poder de levitar y lanzar objetos por los aires en algunos momentos del juego levita objetos para proteger su punto débil.
- Screamer: A lo largo del nivel a Screamer se la puede ver acosando a los jugadores en todo el hospital, apareciendo al azar en varias ventanas y mirando a través de ciertas puertas. Durante estos 'cameos', Screamer no puede ser dañado ni perjudicar a los jugadores. Se la describe como una mujer zombi que grita muy fuerte e invoca zombis de enfermeras.
- Nigel and Sebastian: Son dos hermanos siameses que habitan en un circo. Nigel es un gigante de pocas luces alrededor de tres veces el tamaño del ser humano promedio, mientras que Sebastian tiene un crecimiento muy versado similar a un tumor que sobresale de su estómago. Nigel al parecer depende de Sebastian para la supervivencia, y protege a sus gemelos unidos por encima de todo. Sin embargo, Sebastian es plenamente capaz de sobrevivir sin Nigel, aunque es inválido.
- Crawler: Aunque tiene un aspecto claramente similares a los insectos, es obvio que tiene una base humana. Ha desarrollado articulaciones dobles en cada extremidad, lo que le permite realizar varias proezas acrobáticas. Sus manos se han fundido en dos grandes garras, capaces de cortar el acero. Sin embargo, estas garras son también los puntos débiles.
- Lobber: Es un mutante con grandes características, como el sapo-globo y puede arrojar partes de sí mismo a sus enemigos. Estas piezas parecen regenerarse. Al igual que los sapos, se esconde en el pantano antes de su encuentro inicial.
- Brutus: Fue originalmente uno de cada dos presos que fueron acusados de innumerables crímenes (incluyendo una instancia de comer el cachorro de un niño pequeño), antes de ser asesinado en la silla eléctrica hace seis meses y luego "jugado con él" por Clemente Darling. Los dos compartían la misma apariencia mutante: grande y gordo, cubierto de tatuajes, llevaba un antifaz negro ceñido en la cabeza (apariencia muy similar a Strength - Tipo 205, en HOD 2), y con un lanzador múltiple daga ballesta en el brazo derecho, sin manos.
- Mother: Ella es la madre de Clemente Darling, y los dos tienen una relación incestuosa entre sí. Durante la introducción de la Madre de Clemente, ella revela que se está muriendo a un ritmo rápido, y planea usar un compuesto por debajo de la cárcel para darle nueva vida. Los dos acaban desapareciendo, dejando a "G" e Isaac frente a Brutus. Es la jefa final del juego su punto débil es su cerebro igual que jasper.

estos jefes aparecen en la versión extendida
- Coco y cindy

Coco y Sindy son las prostitutas que trabajan en el mismo club que Varla Guns y Candi Stryper . Se sabe que han pasado un tiempo con Isaac Washington . Terminaron siendo horriblemente transformadas.
- Meat kitie

Carne Katie es una mujer carnicero grotesca y mutada con un cráneo de vaca y una ubre unida a su cuerpo. Ella usa una cuchilla de carne gigante en la batalla. No está claro cómo se ha mutado en esta forma monstruosa y por qué se cubre la cabeza con un cráneo de vaca. Ella debe haber sido combinada con los genes de una vaca, explicando por qué su ubre es la fuente de su debilidad, esta asesina a Candi después de ser derrotada.